# 贾姆马拉马杜古
贾姆马拉马杜古（Jammalamadugu），是印度安得拉邦Cuddapah县的一个城镇。总人口40502（2001年）。

## 人口
该地2001年总人口40502人，其中男性19987人，女性20515人；0—6岁人口4656人，其中男2344人，女2312人；识字率64.21%，其中男性为74.37%，女性为54.30%。